# Deutsche Gesellschaft für Internistische Intensivmedizin und Notfallmedizin
Die Deutsche Gesellschaft für Internistische Intensivmedizin und Notfallmedizin e. V. (DGIIN) ist eine medizinische Fachgesellschaft.
Der Sitz der Geschäftsstelle ist in Berlin. Präsident der Gesellschaft ist Matthias Kochanek.  Christian Karagiannidis ist Past Präsident. Als Generalsekretär amtiert seit 2014 Uwe Janssens, Chefarzt für Innere Medizin am St.-Antonius-Hospital Eschweiler, der von 2006 bis 2008 selbst Präsident der DGIIN war.

## Geschichte
Am 1. Februar 1969 wurde in Hamburg anlässlich der 72. Tagung der Nordwestdeutschen Gesellschaft für Innere Medizin auf Vorschlag der Hamburgischen Arbeitsgemeinschaft für Internistische Intensivmedizin eine Gesellschaft für Internistische Intensivmedizin gegründet.
Den ersten Vorstand bildeten: R. Gross (Köln), K. Spang (Stuttgart), A. Dönhardt (Hamburg) und D. Haan (Hamburg) als Schriftführer.
Die Gesellschaft nannte sich zunächst Arbeitsgemeinschaft für Internistische Intensivmedizin (AIM). Die Gesellschaft behielt die Bezeichnung AIM bis 1976.
Gemäß einem Beschluss des Vorstandes vom 1. September 1976, der am 13. November 1976 von der Mitgliederversammlung gebilligt wurde, erfolgte die Umbenennung in Deutsche Gesellschaft für Internistische Intensivmedizin (DGII).
Am 8. Oktober 1982 wurde anlässlich der Jahrestagung in Bochum von der Mitgliederversammlung eine Neufassung der Satzung angenommen.
Während der Jahrestagung in Köln am 12. Oktober 1990 beschloss die Mitgliederversammlung eine Ergänzung der Namensgebung in Deutsche Gesellschaft für Internistische Intensivmedizin und Notfallmedizin.
Vorstand und Mitgliederversammlung entwarfen anlässlich der Jahrestagung 1994 in Düsseldorf eine weitere Neufassung der Satzung, die 1995 in Berlin beschlossen wurde. Damit sollte die Gesellschaft ins Vereinsregister eingetragen werden.
Innerhalb der Deutschen Gesellschaft für Internistische Intensivmedizin und Notfallmedizin gründete sich im Jahr 2018 die Sektion Pflege. Die konstituierende Sitzung und die Wahlen der Sektionssprecher wurden im Dezember 2018 im Rahmen des DIVI-Kongresses in Leipzig durchgeführt. Die Idee der Sektion Pflege innerhalb der DGIIN geht maßgeblich auf Norbert Schwabbauer zurück, welcher 2017 unerwartet verstorben war und soll in seinem Geiste einer interprofessionellen Kooperation weitergeführt werden. Mit Gründung der Sektion sind Pflegekräfte ebenfalls vollwertige Mitglieder in der DGIIN. Die ersten Sprecher der Sektion sind Carsten Hermes, Bonn, welcher seit 2021 das erste gewählte pflegerische Mitglied im wissenschaftlichen Beirat und seit 2022 im Vorstand der DGIIN ist und Tobias Ochmann,  Hamburg, ebenfalls Mitglied im wissenschaftlichen Beirat.

## Ziele der Gesellschaft
Der Verein hat die Förderung der wissenschaftlichen Forschung, der Lehre und der Krankenversorgung auf dem Gebiet der Internistischen Intensiv- und Notfallmedizin zum Ziel.
Diesbezüglich sollen Diagnostik- und Therapieoptionen für die zu behandelnden Patienten stetig aktualisiert und verbessert werden. Wichtige Informationsplattformen der Gesellschaft sind die Jahrestagung sowie die Publikationsorgane der Gesellschaft. Durch berufspolitisches Engagement der Gesellschaft sollen die Rahmenbedingungen für die Forschung, Lehre und Krankenversorgung im Bereich der internistischen Intensiv- und Notfallmedizin in enger Abstimmung mit der Muttergesellschaft, der DGIM und den weiteren kooperierenden Fachgesellschaften stetig verbessert werden.

## Mitgliedschaften und Kooperationen
Die DGIIN ist Mitglied der Arbeitsgemeinschaft der Wissenschaftlichen Medizinischen Fachgesellschaften (AWMF).

## Sektionen
Es existieren folgende Sektionen in der Gesellschaft:
- Sektion Akut- und Notfallmedizin
- Sektion Ethik
- Sektion Gastroenterologie, Hepatologie und Ernährung
- Sektion Hämatologische und onkologische Intensivmedizin
- Sektion Herz-Kreislauf
- Sektion Infektologie/Immunologie
- Sektion Nephrologie
- Palliativmedizin (Seit 2023)
- Pflege (Seit Dezember 2018)
- Post Intensiv Care Syndrom (PICS)
- Sektion Qualitätssicherung Kostenevaluierung
- Sektion Respiratorisches Versagen

## Publikationsorgane
- Medizinische Klinik – Intensivmedizin und Notfallmedizin
- Intensiv-News

## Preise
Jährlich schreibt der Verein die Forschungspreise „Intensivmedizin“ (dotiert mit 5.000 Euro) und „Notfallmedizin“ (dotiert mit 5.000 Euro) aus. Die Preise dienen der Auszeichnung besonderer wissenschaftlicher und klinischer Arbeiten auf dem Gebiet der internistischen und allgemeinen Intensiv- und Notfallmedizin.